# Берн Тауншип (округ Беркс, Пенсільванія)
Берн Тауншип (англ. Bern Township) — селище (англ. township) в США, в окрузі Беркс штату Пенсільванія. Населення — 6706 осіб (2020).

## Демографія
Згідно з переписом 2010 року, у селищі мешкало 6797 осіб у 2080 домогосподарствах у складі 1565 родин. Було 2168 помешкань
Расовий склад населення:
| - 91,0 % — білих - 5,8 % — чорних або афроамериканців - 0,7 % — азіатів - 0,1 % — корінних американців - 1,4 % — осіб інших рас |

До двох чи більше рас належало 1,1 %. Частка іспаномовних становила 9,3 % від усіх жителів.
За віковим діапазоном населення розподілялося таким чином: 16,0 % — особи молодші 18 років, 62,9 % — особи у віці 18—64 років, 21,1 % — особи у віці 65 років та старші. Медіана віку мешканця становила 45,3 року. На 100 осіб жіночої статі у селищі припадало 117,6 чоловіків;  на 100 жінок у віці від 18 років та старших — 119,5 чоловіків також старших 18 років.
Середній дохід на одне домашнє господарство  становив 89 297 доларів США (медіана — 67 939), а середній дохід на одну сім'ю — 104 130 доларів (медіана — 73 811). Медіана доходів становила 45 291 долар для чоловіків та 44 688 доларів для жінок. За межею бідності перебувало 5,3 % осіб, у тому числі 1,8 % дітей у віці до 18 років та 4,7 % осіб у віці 65 років та старших.
Цивільне працевлаштоване населення становило 2565 осіб. Основні галузі зайнятості: освіта, охорона здоров'я та соціальна допомога — 20,5 %, роздрібна торгівля — 17,5 %, науковці, спеціалісти, менеджери — 15,0 %, виробництво — 13,4 %.